# Pallacanestro Varese 1976-1977
Nel Campionato 1976-77 la Pallacanestro Varese mantiene quasi immutata la rosa dei giocatori. L'allenatore, Sandro Gamba, perde il vice Bruno Arrigoni che si trasferisce ad allenare la Alpe Bergamo. Il nuovo giocatore straniero di coppa, che sostituisce Bill Campion, è lo statunitense Randolph "Randy" Meister.
Il campionato subisce un radicale cambiamento, con l'istituzione dei play-off, organizzati con l'incontro tra le prime sei classificate della stagione regolare di Serie A1 e le prime due di Serie A2 in un girone all'italiana, suddiviso in "Fascia A" con le prime due della Serie maggiore e la Seconda serie, e la "Fascia B" con le altre classificate di A1. Le prime due di ogni girone si sfidano infine per la graduatoria finale.
All'inizio di Campionato, il Palasport Lino Oldrini viene squalificato per tre giornate, a seguito degli scontri avvenuti nel campionato precedente con la tifoseria di Cantù. Al termine della competizione, la Mobilgirgi conquista lo scudetto.
Nella finale di Coppa Intercontinentale giocata a Buenos Aires, la squadra varesina perde contro il Real Madrid.
In Coppa Europa la compagine bosina perde la finale di Belgrado contro il Maccabi Tel Aviv.

## Rosa 1976/77
- Stefano Bechini
- Ivan Bisson
- Antonio Campiglio
- Fabio Colombo
- Marco Dellaca
- Randy Meister
- Giulio Iellini
- Dino Meneghin
- Bob Morse
- Alberto Mottini
- Aldo Ossola
- Enzo Pozzati
- Marino Zanatta
- Allenatore:
  -  Sandro Gamba

## Statistiche
| COMPETIZIONE            | GIOCATE | VINTE | PERSE | F    | S    | PIAZZAMENTO |  |
| CAMPIONATO 1 e 2 fase   | 32      | 23    | 9     | 2949 | 2641 | VINCITRICE  |  |
| TORNEI E AMICHEVOLI     | 18      | 14    | 4     | 1599 | 1458 | -           |  |
| COPPA INTERCONTINENTALE | 5       | 4     | 1     | 406  | 335  | 2           |  |
| COPPA EUROPA            | 17      | 12    | 5     | 1487 | 1324 | 2           |  |

## Fonti
- "Pallacanestro Varese 50 anni con voi" di Augusto Ossola